# Маранасати

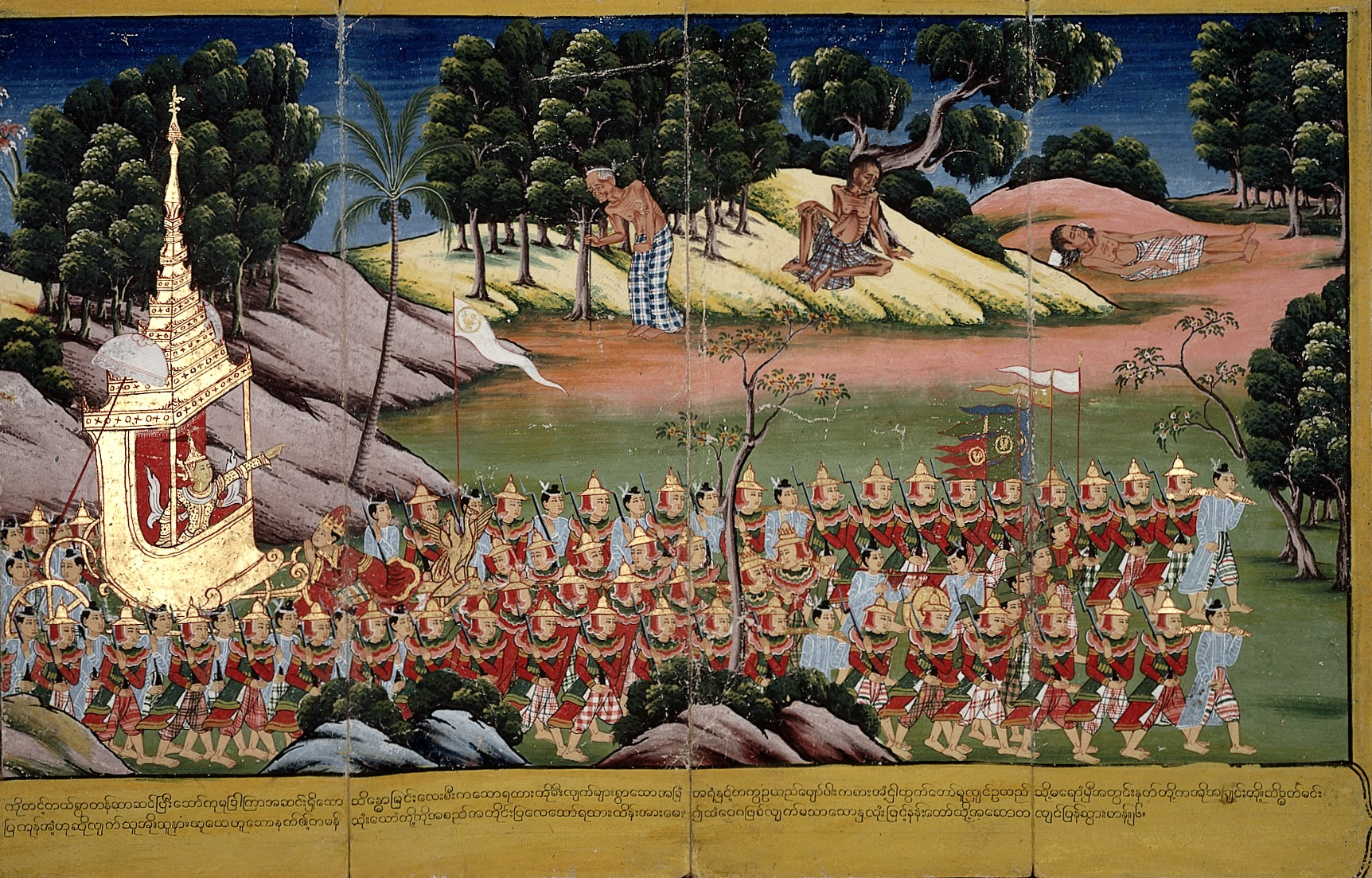
Принц Сиддхартха видит три зрелища: старик, больной и труп, которые ведут к его отречению от светской жизни.

Маранасати (пали maraṇasati – осознание смерти, памятование смерти) — буддийская практика медитации, в которой используются различные техники визуализации и созерцания для медитации на природе смерти. Считается, что культивирование маранасати способствует правильным усилиям, а также помогает развивать чувства духовной безотлагательности (самвега) и отречения (неккхамма).
Тукдам — практика медитации в процессе умирания.

## В буддизме Тхеравады
Осознание смерти — обычная практика в буддийских монастырях Юго-Восточной Азии. Буддийские монастыри, такие как Ват Па Наначат, часто выставляют человеческие скелеты в зале для медитаций.

### В палийском каноне
Сатипаттхана сутте МН 10 и Каягата-сати-сутте МН 119 говорится о практике созерцании кладбища, которое сосредоточено на девяти стадиях разложения трупа (пали nava sīvathikā-manasikāra). Это:
1. Труп, который «опух, посинел и гноится».
2. Труп, который «едят вороны, ястребы, стервятники, собаки, шакалы или разные виды червей».
3. Труп, который «превратился в скелет с плотью и кровью, удерживамый сухожилиями».
4. Труп, который «превратился в скелет без плоти, измазанный кровью, удерживаемый сухожилиями».
5. Труп, который «превратился в скелет, удерживаемый сухожилиями, но без плоти и не залитый кровью».
6. Труп, который «превратился в кости, которые разошлись, разлетелись во все стороны».
7. Труп, «превращённый в побелевшие кости цвета морской раковины».
8. Труп, «превращенный в кости более года назад, сложенные в кучу».
9. Труп, который «превратился в кости, сгнившие и превратившиеся в пыль».

Сатипаттхана сутта наставляет медитирующего размышлять так: «Это тело имеет ту же природу, оно будет таким же, оно не избежит этой участи».
Согласно Дутия Маранассати сутте АН 8.74, монах должен размышлять о многих возможностях, которые могут привести к смерти, а затем обратить свои мысли к неумелым умственным качествам, от которых он ещё не избавился:
Подобно тому, как тот, у кого загорелась бы одежда или [волосы] на голове, приложил бы дополнительное желание, усилие, старание, воодушевление, неутомимость, осознанность, и бдительность для того, чтобы потушить [пламя] на его одежде или голове – то точно также этот монах должен приложить дополнительное желание, усилие, старание, воодушевление, неутомимость, осознанность, и бдительность ради отбрасывания этих плохих, неблагих качеств.Дутия маранасати сутта: Осознанность к смерти (II) АН 8.74

### В Висуддхимагге Буддхагхоши
Согласно Висуддхимагге Буддхагхоши, существует восемь способов медитации на смерть:
- размышление о смерти как об убийце, поскольку она отнимает жизнь;
- размышление о смерти как о разрушении успеха; размышляя о том, что даже просветлённые, великие и успешные люди в конечном итоге умирают;
- медитация на тело как на обитель множества червей, а также на цель многих других;
- медитация на трудности сохранения жизни;
- медитация на теле в контексте случайности, поскольку существа умирают непредсказуемо;
- размышления о краткости жизни;
- медитация на том факте, что, собственно говоря, жизнь существа — это единственный момент сознания, и человек можно сказать умирает каждое мгновение.

## Тибетский буддизм

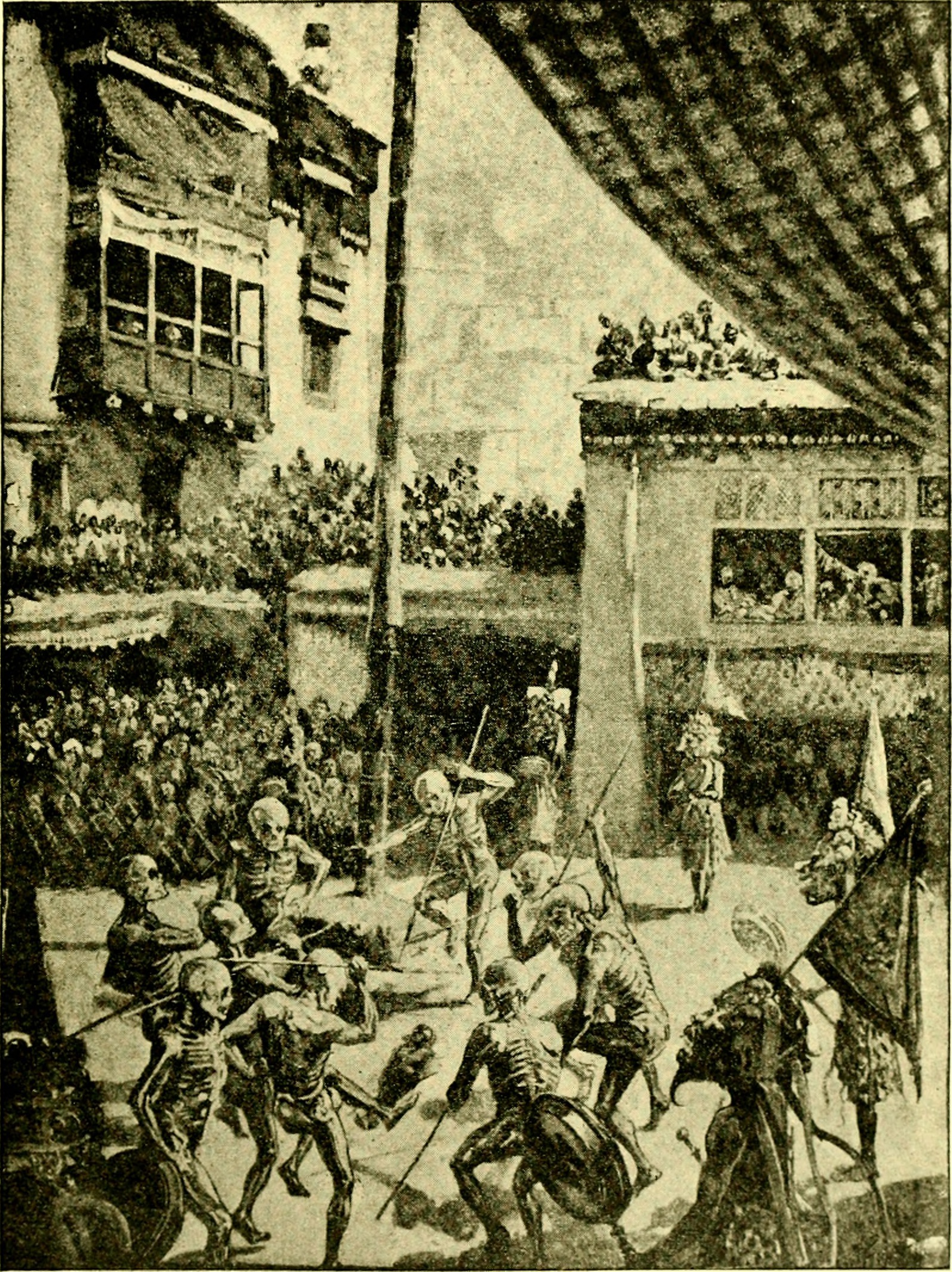
Иллюстрация тибетского танца чамов с духами-скелетами, которые служат напоминанием о присутствии смерти

Осознанность смерти — центральное учение тибетского буддизма: это одна из «Четырёх мыслей», обращающих ум к духовной практике. Одно из представлений тибетских буддистов о смерти принадлежит буддийскому ученому XI века Атише. Говорят, Атиша сказал своим ученикам, что если человек не осознаёт смерть, его медитация будет малоэффективна.
Размышления Атиши о смерти:
1. Смерть неизбежна.
2. Продолжительность нашей жизни постоянно сокращается.
3. Смерть придёт, готовы мы к ней или нет.
4. Ожидаемая продолжительность жизни человека неизвестна.
5. Причин смерти много.
6. Человеческое тело хрупкое и уязвимое.
7. В момент смерти наши материальные ресурсы нам не нужны.
8. Наши близкие не могут уберечь нас от смерти.
9. Наше собственное тело не может помочь нам в момент нашей смерти.

Другие тибетские буддийские практики направлены непосредственно на момент смерти, подготавливая медитирующего к входу в Бардо, промежуточной стадии между жизнью и смертью, и пребыванию в ней. Это тема популярной Тибетской Книги мёртвых.